# 森田新保白山神社
森田新保白山神社（もりたしんぼはくさんじんじゃ）は、福井県福井市森田新保町に所在する神社である。

## アクセス
- 京福バス
  - 「森田新保白山神社前」下車。

| スタブアイコン | サブスタブ | この項目は、まだ閲覧者の調べものの参照としては役立たない、福井県に関連した書きかけの項目です。この項目を加筆・訂正などしてくださる協力者を求めています（P:日本の都道府県/福井県）。 |